# Forpus passerinus
Il pappagallino groppaverde (Forpus passerinus Linnaeus, 1758) è un uccello della famiglia degli Psittacidi.

## Descrizione
Come gli altri Forpus ha colore base verde, con sfumature azzurre su testa e groppone e remiganti blu nel maschio e verdi nella femmina. La totale assenza del colore blu nella femmina è l'evidente dimorfismo sessuale. Il becco e le zampe sono rosate, l'iride bruno scuro. Si presenta in cinque sottospecie:
- F. p. passerinus, sottospecie nominale;
- F. p. viridissimus, con il verde molto più scuro della sottospecie nominale;
- F. p. cyanophanes, simile al viridissimus, ma con più azzurro sul capo e blu sulle ali;
- F. p. cyanochlorus, simile alla sottospecie nominale ma con il verde più tendente al giallo;
- F. p. deliciosus, con il maschio simile alla sottospecie nominale, mentre la femmina ha una mascherina facciale giallo-verde ben visibile.

## Distribuzione
È distribuito in Guyana, nell'ovest della Colombia, nella parte meridionale del bacino del Rio delle Amazzoni ed è stato introdotto su alcune isole (Barbados, Giamaica, Trinidad e Tobago). In cattività è piuttosto diffuso.

## Biologia
Abita le zone aperte e le savane, le boscaglie lungo i corsi d'acqua fino a 1800 metri di quota. Timido e riservato si raggruppa in colonie anche di una cinquantina di individui che si muovono insieme alla ricerca di cibo. Nidifica a coppie isolate in cavi di alberi, dove la femmina depone 3-6 uova che vengono incubate per 21 giorni. I piccoli si involano attorno alle 5 settimane dalla schiusa.